# Motorola Moto X4
O Motorola Moto X4 é um smartphone lançado pela Motorola em 31 de agosto de 2017, durante a IFA 2017.
Depois de quase dois anos sem novidades na linha X da Motorola, finalmente foi lançado a quarta geração de um celular que já foi top de linha há alguns anos, mas hoje é apenas um intermediário. Um de seus destaques é a proteção contra água IP68.

## Antecedentes
Em maio de 2017, após os lançamentos da linha Moto C, rumores indicavam que a Motorola iria voltar com a linha Moto X, que tinha sido eclipsada pelos lançamentos da linha Moto Z no ano de 2016. A princípio, os rumores indicavam que o Moto X iria seguir como um telefone com hardware de topo, junto com a adoção da câmera dupla e processador premium da Qualcomm.